# 배트맨 (1943년 영화)
배트맨(The Batman)은 미국에서 제작된 램버트 힐어 감독의 1943년 영화이다. 루이스 윌슨 등이 주연으로 출연하였다.

## 출연

### 주연
- 루이스 윌슨
- 더글러스 크로프트
- 셜리 패터슨
- J. 캐롤 나이쉬
- 윌리엄 오스틴
- 존 맥스웰

### 조연
- 조지 J. 루이스
- 잭 잉그램
- 마이클 밸론
- 칼 해킷
- 테드 올리버
- 거스 글래스미어
- 찰스 C. 윌슨
- 얼 호드긴스
- 로버트 피스크
- 찰스 미들턴
- 조지 체즈브로
- 워렌 잭슨
- I. 스탠포드 졸리
- 안소니 워드
- 톰 런던